# Program za obradu teksta
Program za obradu teksta je računalni program je čija je svrha pisanje i obrada teksta. Predložen je i naziv obradnik teksta, a rabe se i anglizmi tekst procesor te procesor riječi. Najpoznatiji su predstavnici Microsoft Word, LibreOffice Writer, LyX, Wordperfect, Wordstar.
Razlikuju se programi za obradu teksta i uređivači teksta:
- programi za obradu riječi oblikuju tekst na takav način da je rezultat pisanja teksta u njima spreman za ispis na pisaču, te iako se profesionalni računalni prijelom za knjige radi u drugim programima, današnji programi za obradu riječi imaju većinu mogućnosti programa za prijelom teksta za tisak. Također se kompletno oblikovanje nekog teksta zapisuje u datoteku zajedno s tekstom.
- uređivači teksta oblikuju tekst, ali primarna namjena im nije ispis nego lak rad programera, te iako postoje osnovne mogućnosti oblikovanja teksta (odmak od lijeve margine, proizvoljna širina kolona), u praksi je cijeli tekst napisan istim fontom (najčešće neki monospace font) i ne rabe se masna slova. Kao što programi za obradu riječi imaju neke dodatne mognoćsti koje uređivači nemaju, kvalitetni uređivači imaju mogućnost kopiranja i uređivanja teksta ne samo po retcima nego i po kolonama, što nijedan program za obradu riječi nema.

## Primjeri
- ConTeXt – višefunkcionalni program namijenjen za izradu strukturiranih dokumenata, djelomično zasnovan na TeXu
- LyX – program za obradu teksta s grafičkim sučeljem koji za slog i prijelom koristi LaTeX